# Владавина већине
Владавина већине је правило при одлучивању које одабира алтернативе које чине већину, која је већа од половине гласова. То је бинарно правило при одлучивању, коришћено најчешће у утицајним телима за одлучивање, укључујући законодавство демократских земаља. Неки научници предложили су противљење коришћењу правила владавине већине, барем у одређеним условима, услед привидног померања вредносног система између предности владавине већине и других вредности важних за демократско друштво. Најзапаженије, аргументовано је да владавина већине може да доведе до „тираније већине“, а предложено је коришћење супервећинских правила и уставних ограничења на моћ владавине да би се ови ефекти ублажили. У скорије време, поједини теоретичари гласања аргументовали су да владавина већине најбоље штити мањине.